# Wicher van Swinderen (1688-1764)
Wicher van Swinderen (Groningen, 5 januari 1688 – aldaar, 12 maart 1764) was een bestuurder uit Stad en Lande.

## Levensloop
Vanaf 1705 was Van Swinderen student te Groningen, maar hij lijkt geen studie te hebben afgerond. In 1712 werd hij secretaris van Groningen, tussen 1732 en 1756 was hij daar verscheidene jaren raadsheer en tussen 1757 en 1764 meer jaren burgemeester. In 1731 was hij gedeputeerde ter Staten-Generaal en tussen 1744 en 1762 verscheidene jaren raad ter admiraliteit te Amsterdam. Hij was daarnaast drost van het Wold-Oldambt tussen 1750 en 1752. Hij was tevens bewindhebber van de West-Indische Compagnie (kamer Stad en Lande) van 1761 tot zijn overlijden. Tot slot was hij curator van de Groningse Hogeschool tussen 1746 en 1749.

## Familie
Van Swinderen was een telg uit het geslacht Van Swinderen en een zoon van de Groningse bestuurder Albert Hendrik van Swinderen (1657-1699) en Allegonda Wichers (1664-1693). Hij trouwde in in 1731 met Anna Maria Trip (1712-1778), die bekend werd als stichter van een poppenhuis dat tot 2019 in de familie Van Swinderen bleef en in dat laatste jaar werd aangeboden op de TEFAF, verkocht voor € 1 miljoen aan de Martens-Mulder Stichting en in bruikleen afgestaan aan Rijksmuseum Twenthe. Zij waren de stamouders van alle adellijke telgen uit hun geslacht. Samen kregen zij verscheidene kinderen onder wie mr. Albert Hendrik van Swinderen (1732-1802), bestuurder, en mr. Wicher van Swinderen (1745-1821), bestuurder.
In 1933 berustte een anoniem portret van hem bij zijn nazaat jhr. mr. Dirk Rudolph de Marees van Swinderen (1862-1943), lid gemeenteraad en wethouder van Groningen.